# Hemicordulia mindana
Hemicordulia mindana là loài chuồn chuồn trong họ Corduliidae. Loài này được Needham & Gyger mô tả khoa học đầu tiên năm 1937.